# Лунар орбитер-1
«Лунар орбитер-1» (англ. Lunar Orbiter 1) — автоматический беспилотный космический аппарат NASA, разработанный в рамках программы «Лунар орбитер», был запущен 1966 году с целью картографирования поверхности Луны. Аппарат, успешно выполнивший поставленные цели, стал первым американским искусственным спутником Луны (первым спутником 3 апреля 1966 года стала станция Луна-10). Данные, полученные с первых трёх КА «Лунар орбитер», впоследствии использовались для определения мест безопасной посадки пилотируемых аппаратов «Аполлон».

## История
После известной инаугурационной речи президента США Джона Кеннеди 20 января 1961 года в США начали подготовку к полёту человека на Луну. Для успешного осуществления программы «Аполлон» требовались дополнительные исследования и тестовые полёты к Луне. Первой такой вспомогательной специализированной программой стала «Рейнджер», аппараты которой, по аналогии с первыми советскими космическими аппаратами серии «Луна», отправлялись к естественному спутнику Земли, на подлётном этапе делали фотографии, а затем сталкивались с Луной.
Первые пять пусков «Рейнджеров» по разным причинам были неудачными, и в начале 1964 года была инициирована программа «Лунар орбитер». Конкурсный контракт на изготовление аппаратов выиграла компания «Boeing».
Основной задачей первого аппарата, «Лунар орбитер-1», было картографирование поверхности Луны для определения места посадки пилотируемых космических кораблей «Аполлон». Кроме того, в задачи КА входило выявление микрометеоритов в окололунной среде, изучение радиационной обстановки на пути и вблизи Луны и исследование гравитационного поля и физических свойств спутника.

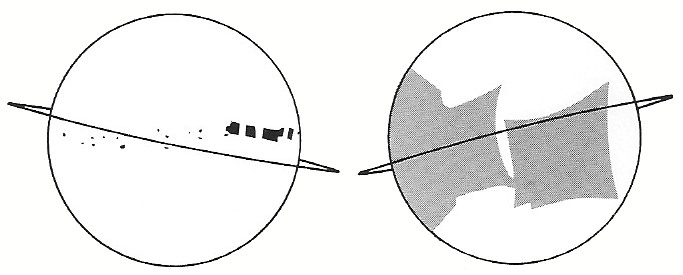
Орбита аппарата и фотографическое покрытие видимой стороны (слева) и обратной стороны Луны (справа)

## Хронология полёта
«Лунар орбитер-1» был запущен 10 августа 1966 года с мыса Канаверал, со стартовой площадки LC-13. Космический аппарат успешно вышел на парковочную орбиту. Через четыре дня, 14 августа, «Лунар орбитер-1» вышел на орбиту Луны и начал выполнение программы миссии. Проработав с момента запуска 80 дней и успешно выполнив поставленные цели, 29 октября 1966 года аппарат осуществил жёсткую посадку на исследуемый объект.

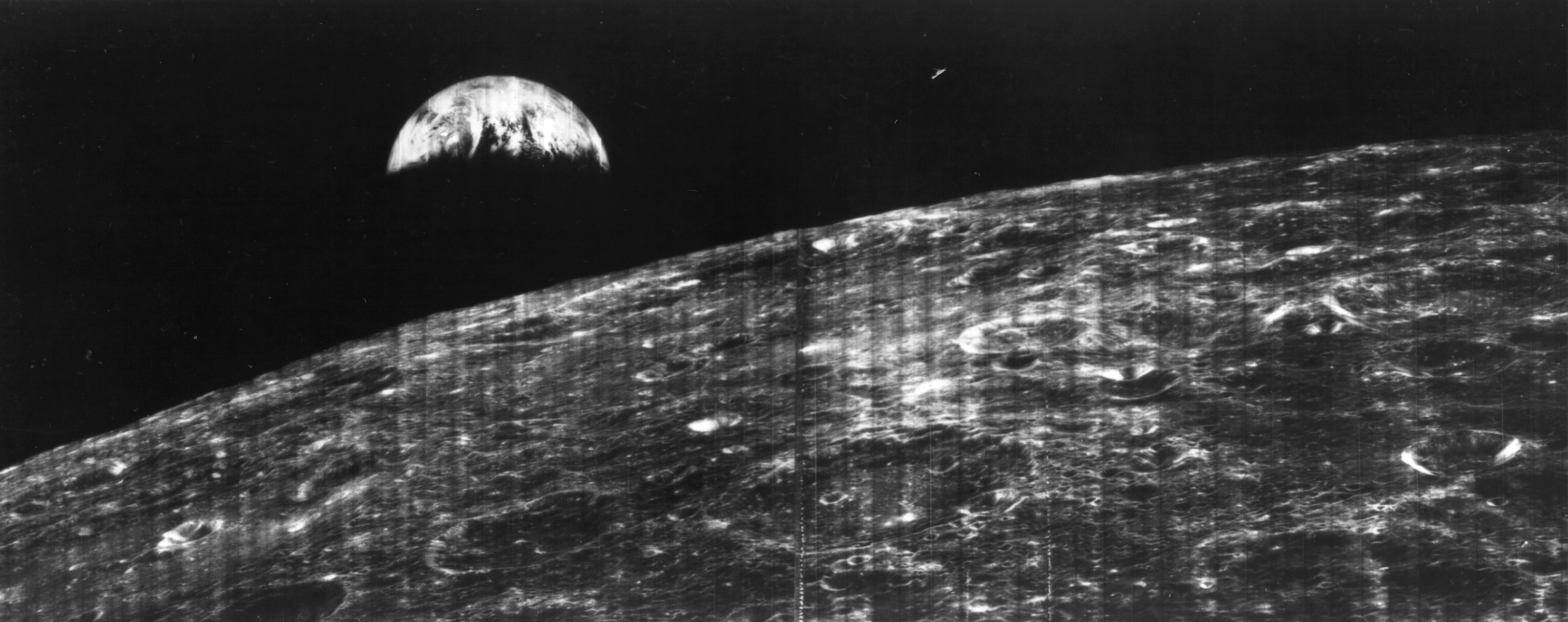
Вид Земли на заднем плане, с орбиты Луны, 23 августа 1966